# Pécsbagota, Baranya
Pécsbagota este un sat în districtul Szentlőrinc, județul Baranya, Ungaria, având o populație de 97 de locuitori (2011). 

## Demografie
Componența etnică a satului Pécsbagota
     Maghiari (100%)
Componența confesională a satului Pécsbagota
     Fără religie (13,4%)
     Necunoscută (86,6%)
Conform recensământului din 2011, satul Pécsbagota avea 97 de locuitori. Din punct de vedere etnic, majoritatea locuitorilor (100,0%) erau maghiari. Nu există o religie majoritară, locuitorii fiind  și persoane fără religie (13,4%). Pentru 86,6% din locuitori nu este cunoscută apartenența confesională.